# Al Harker
Al Harker, de son vrai nom Albert Harker (né le 11 avril 1910 à Philadelphie (Pennsylvanie) et mort le 3 avril 2006 à Camp Hill dans le même état), était joueur américain de soccer.

## Biographie

### Jeunesse
Harker fait ses études au Girard College où il joue dans l'équipe masculine entre 1926 et 1929.

### Carrière professionnelle
Après son diplôme, il signe chez les Corinthians en National Soccer League à Philadelphia. En 1930, il part à Upper Darby et, en 1931 à Kensington Blue Bells. En 1932, il va chez les Philadelphia German-Americans. Lorsque la seconde American Soccer League est formée en 1933, les German-Americans rejoignent cette nouvelle ligue. Cette année-là, ils remportent la National Amateur Cup et l'U.S. Open Cup en 1935. L'équipe se renomme Philadelphia Americans en 1941. Sous son nouveau nom, Harker et son équipe remportent le championnat de l'ASL en 1942, 1944 et 1947, ainsi que la coupe de la ligue en 1941 et 1943.

### Équipe des États-Unis
Harker participe à la coupe du monde 1934, mais ne joue pas de matchs. Il est rappelé en équipe olympique pour jouer les jeux de 1936, mais refuse la sélection.
Il est introduit au National Soccer Hall of Fame en 1979 et au Girard College Athletic Hall of Fame en 2006.
Il meurt en avril 2006, 8 jours avant son 96e anniversaire. Il fut le dernier survivant de l'équipe américaine du mondial 1934.